# Paul Green (dramaturg)

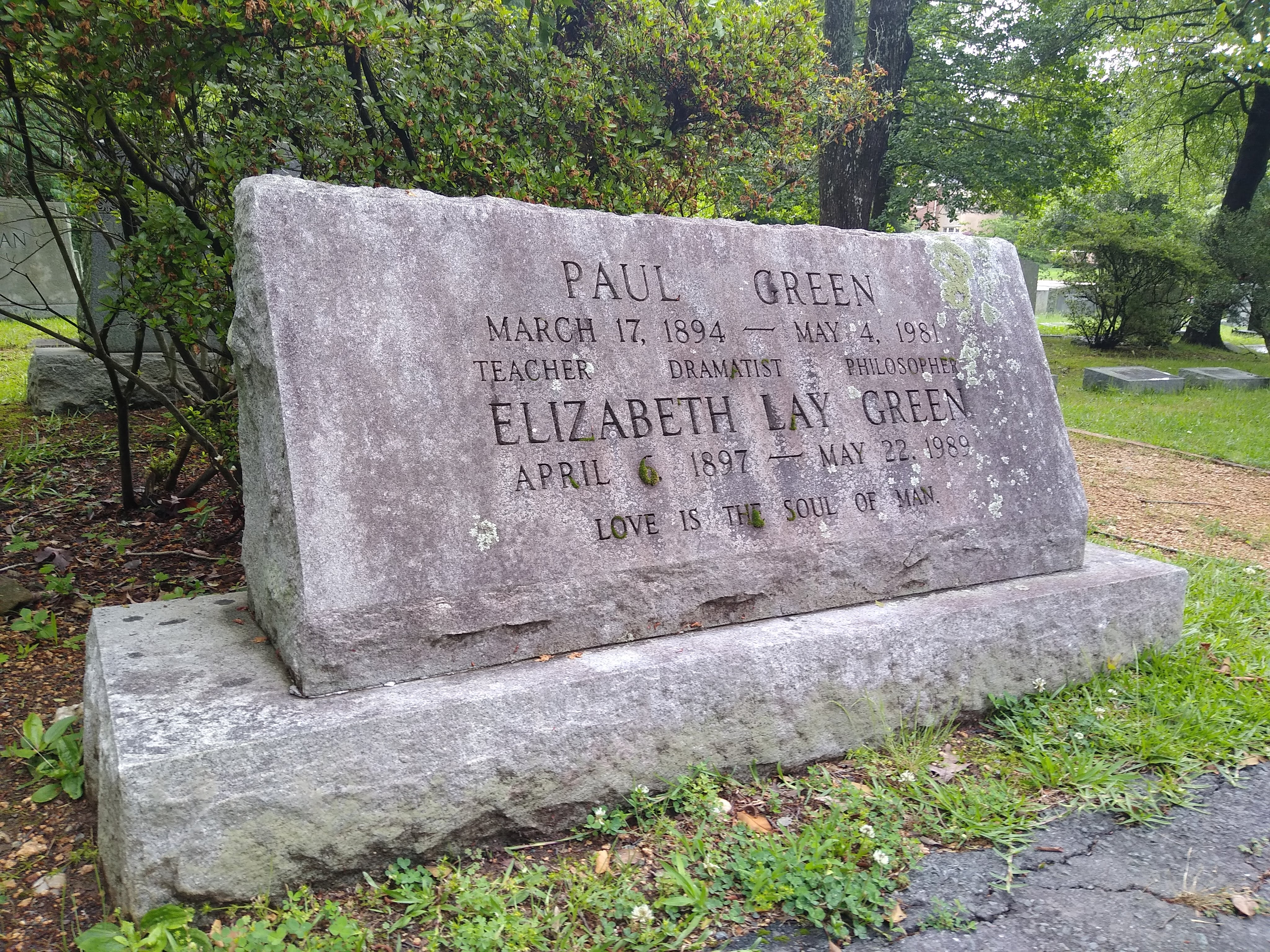
Grobowiec pisarza i jego żony

Paul Green (Paul Eliot Green, ur. 1894, zm. 1981) – amerykański dramaturg, laureat Nagrody Pulitzera.
Urodził się 17 marca 1894 w Lillington w Karolinie Północnej. Studiował na University of North Carolina i Cornell University. Ożenił się z dramatopisarką Elizabeth Atkinson Lay. Miał z nią trzy córki i syna. W 1927 otrzymał Nagrodę Pulitzera w dziedzinie dramatu za sztukę In Abraham’s Bosom. Zmarł w wieku 87 lat 4 maja 1981 w Chapel Hill. Był jednym z pierwszych białych autorów, którzy pisali o czarnoskórych Amerykanach i poruszali problemy społeczne przez nich doświadczane.